# جون دبليو. بيرد
جون دبليو. بيرد (بالإنجليزية: John W. Beard)‏ هو سياسي أمريكي، ولد في 4 نوفمبر 1951 في ديكوراه في الولايات المتحدة. حزبياً، نشط في Iowa Democratic Party ‏ والحزب الديمقراطي. وقد انتخب عضو مجلس نواب ولاية ايوا.